# 十腕總目
十腕總目（學名：Decapodiformes），俗稱烏賊，古稱烏鰂，是一種頭足綱蛸亞綱新蛸下綱之下的一類軟體動物，所有烏賊都可以噴墨。烏賊類可以大致概括本類多數動物。與蛸亞綱的其他分類一樣，十腕總目的所有物種都同樣有10隻觸手，但其第四對觸手演變成為了有吸盤的長觸鬚。海鮮食物中常見的魷魚、花枝、墨魚等都屬於這個總目。

## 歷史名稱
- 《埤雅·釋魚》、《古今圖書集成》：「烏鰂八足絶短者……一名纜魚，風波稍急，即以其鬚黏石為纜。」
- 何喬遠《閩書》：「烏鰂，一名烏賊，一名墨魚，一名纜魚，大者名花枝。」
- 《福清縣志》（康熙壬子年版）：「俗呼烏賊大者為花枝。」
- 《泉州府志》（乾隆二十八年刊本）：「按墨魚花枝有異，墨魚尾圓，花枝尾尖肉較嫩脆，又一種小者名墨斗。柔魚形似烏鰂，乾以酒炙食之味最美。鎖管似烏鰂而小，色紫。」

## 名稱混淆
十腕總目，和八腕總目同屬新蛸下綱。八腕總目即章魚、八爪魚，十腕總目即烏賊。與頭足綱管魷目閉眼亞目槍烏賊科的鎖管：透抽、小卷、軟絲仔不同。
無論墨魚、烏賊科还是魷魚，都属于烏賊的一類，即十腕總目。在分类学中，对应「烏賊」的是Decapodiformes（十腕總目），而具體的烏賊們則属于更细分的Teuthida（管魷目）或Sepiida（墨鱼目）。通用的俗名较多，导致三者难以区分。
因為魷魚即管魷目也會噴墨，所以在中文裡，魷魚和烏賊同有「墨魚」的別名，但魷魚是和烏賊無關的一目、而墨魚等於烏賊科範圍比烏賊小一點點，無論墨魚(cuttlefish)、魷魚(squid)都是烏賊的一類、同屬於十腕總目。
在中國，許慎的《說文解字》《魚部》提到：「鰂：烏鰂，魚名。從魚則聲。」（鰂此字是指烏鰂，是一種魚的名稱。發音是「則」。由此可知烏賊最早的稱呼源自東漢時期。

## 文獻
- Young, Richard E.; Vecchione, Michael; Donovan, Desmond T. . South African Journal of Marine Science. 1998, 20 (1): 393–420. doi:10.2989/025776198784126287. abstract

## 延伸阅读
[在维基数据编辑]
 《欽定古今圖書集成·博物彙編·禽蟲典·烏賊魚部》，出自陈梦雷《古今圖書集成》

## 外部連結
- The Taxonomicon: Superorder Decapodiformes